# Зіта Рудзька
Зіта Рудзька (пол. Zyta Rudzka) (нар. 10 жовтня 1964, Варшава ) — польська письменниця, сценаристка фільмів про мистецтво, психолог .

## Біографія
Випускниця факультету психології Академії католицької теології (1991).
Вона є лауреатом Літературної премії Гдині, Драматичної премії Гдині, премії Радіо Deutsche Welle та премії імені Ярослав Івашкевич, премії імені Станіслава Пєнтака і літературної премії Nike у 2023 році  У 2023 році вона отримала Познаньську літературну нагороду - літературну премію імені Адама Міцкевича   .
За її сценарієм знятий фільм Ерни Розенштейн «Вічність для нікого» (Wieczność dla Nikogo) був нагороджений на фестивалі документального кіно у Кракові (1995). Театральна адаптація її п'єси «Цукр Бюстгалтер» (Cukier Stanik), режисера Агати Пущ отримала золоту нагороду Remi на фестивалі незалежного кіно Worldfest у Х’юстоні (2016). У 2017 році у Відні відбулася прем'єра її п'єси Цукер Бюстенхальтер у постановці Імре Ліхтенбергер-Бозокі. У 2019 році вона отримала Літературну премію Гдині за книгу «Короткий обмін вогнем» (Krótka wymiana ognia) . Також роман потрапив у фінал літературної премії Nike (2019), був номінований на літературну премію Літературну премію міста Варшави (2019) і був визнаний одним із десяти найкращих польських романів десятиліття за версією Tygodnik Polityka. У 2021 році вона отримала Літературну премію міста Варшави за роман «М’які тканини» (Tkanki miękkie) . У 2023 році за книгу «Сміється той, у кого є зуби» (Ten się śmieje kto ma zęby) вона отримала літературну премію Nike і була номінована на Літературну премію міста Варшави  .
У 2003 році була у журі програми «Дебют» на каналі Polsat  .
Її твори перекладено німецькою, французькою, чеською, італійською, англійською, хорватською та японською мовами.

## Творчість

### Романи
- Білі фільми (1993) (Białe klisze)
- Свята та голод (1995) (Uczty i głody)
- Палац Цезарів (1995) (Pałac Cezarów)
- Міква (1999) (Mykwa)
- Дівчата Бонда (2004) (Dziewczyny Bonda)
- Краса доктора Йозефа (2006) (Ślicznotka doktora Josefa)
- Коротка перестрілка (2018) (Krótka wymiana ognia)
- М'які тканини (2020) (Tkanki miękkie)[11]
- Хто сміється, той має зуби (2022) (Ten się śmieje, kto ma zęby)

### Театральне мистецтво
- Політ для орнітологів, постановка під назвою: Секс, хімія та політ (прем'єра у театрі Байка у Варшаві, 2005)
- Fastryga (2006), Польська театральна премія у Вроцлаві
- Cukier Stanik (головний приз конкурсу Drama Forum «Lustro. Image. Iluzja» в Лодзі, 2007, номінація у фіналі Gdynia Drama Award, 2008)
- Ескімос у відрядженні (2008, номінація на фінал Премії драматургії Гдині, 2009)
- Потрісканий, перев'язаний ниткою (2010, номінація у фінал премії драматургії Гдині, 2010)
- Холодний буфет (2011), Драматична премія Гдині 2011